# Кинотавр 2021
32-й Кинотавр прошёл в Сочи с 18 по 25 сентября 2021 года.

## Жюри
- Чулпан Хаматова, актриса — председатель
- Пётр Ануров, продюсер
- Пётр Буслов, режиссёр
- Олег Маловичко, сценарист
- Лилия Немченко, киновед
- Юрий Никогосов, оператор
- Пётр Фёдоров, актёр

## Официальная программа

### Основной конкурс
- «Владивосток», режиссёр Антон Борматов
- «Герда», режиссёр Наталья Кудряшова
- «День мёртвых», режиссёр Виктор Рыжаков — дебют
- «Дунай», режиссёр Любовь Мульменко — дебют
- «Капитан Волконогов бежал», режиссёр Наталья Меркулова и Алексей Чупов
- «Медея», режиссёр Александр Зельдович
- «Молоко птицы», режиссёр Евгений Марьян — дебют
- «Море волнуется раз», режиссёр Николай Хомерики
- «На близком расстоянии», режиссёр Григорий Добрыгин
- «Ничья», режиссёр Лена Ланских — дебют
- «Нуучча», режиссёр Владимир Мункуев
- «Общага», режиссёр Роман Васьянов — дебют
- «Оторви и выбрось », режиссёр Кирилл Соколов
- «Подельники», режиссёр Евгений Григорьев — дебют
- «Портрет незнакомца», режиссёр Сергей Осипьян

### Фильм открытия
- «Нас других не будет», режиссёр Пётр Шепотинник

### Фильм закрытия
- «Разжимая кулаки», режиссёр Кира Коваленко

## Призёры
- Главный приз: «Море волнуется раз», режиссёр Николай Хомерики
- Приз за лучшую режиссуру: Владимир Мункуев — «Нуучча»
- Приз за лучшую женскую роль: Ольга Бодрова — «Море волнуется раз»
- Приз за лучшую мужскую роль: Павел Деревянко — «Подельники»
- Приз за лучшую операторскую работу: Николай Желудович — «Молоко птицы»
- Приз им. Г. Горина «За лучший сценарий»:
- Приз им. М. Таривердиева «За лучшую музыку к фильму»: Алексей Ретинский — «Медея»
- Приз конкурса «Кинотавр. Дебют»: «Общага», режиссёр Роман Васьянов
- Приз Гильдии киноведов и кинокритиков:
- Приз «за юмор, гражданскую смелость и любовь к зрителям»:
- Приз зрительских симпатий:
- Гран-при «Кинотавр. Короткий метр»: